# Petrus von Poitiers (Theologe)
Petrus von Poitiers, lateinisch Petrus Pictaviensis, (* um 1125/1130; † 1205 in Paris) war ein französischer Theologe.

## Leben
Seine Herkunft aus Poitiers ist gesichert aufgrund des lateinischen Autorennamens, der sich in vielen Abschriften seiner Werke findet, sowie aufgrund der Bezeichnung auf Siegeln und in urkundlichen Zeugnissen, die ihn ebenfalls als „pictaviensis“ oder „pictavinus“ nennen. Sein theologisches Werk weist enge Bezüge zu den Schriften von Petrus Lombardus auf, weshalb anzunehmen ist, dass er noch vor dessen Erhebung zum Bischof von Paris im Jahre 1159 seine Studien an der Pariser Kathedralschule aufnahm. Sonst ist über seine Biographie vor 1169 nichts bekannt. In diesem Jahr folgte er Petrus Comestor auf dem Lehrstuhl für Theologie an der Kathedralschule von Notre Dame, der späteren Pariser Universität. Urkundlich bezeugt ist er dort seit 1193 als Kanzler. Dieses Amt hatte er bis zu seinem Tod am 3. September 1205 inne. Eine Priesterweihe scheint er nicht empfangen zu haben, denn im Nekrolog ist er als Diakon bezeichnet.

## Werke
Als gesichert gilt, dass Petrus von Poitiers die Historia scholastica seines Vorgängers Petrus Comestor um einen letzten Teil zur Apostelgeschichte ergänzte. Dies geschah nach Ausweis der frühesten datierten Abschrift, welche den Abschnitt zu den acta apostolorum enthält vor 1183 (nie selbständig, sondern immer als letzter Teil der Historia scholastica überliefert).
Als theologisches Hauptwerk gelten die Sentenzen (Sententiarum libri quinque), entstanden 1168/1175. Sie folgen der Tradition der Sentenzen des Petrus Lombardus und stehen gattungsgeschichtlich am Endpunkt der Entwicklung. Petrus von Potiers teilt sein Werk in fünf Bücher, die eine systematische Darlegung der Glaubenswahrheiten vermitteln. Im Verhältnis zu Petrus Lombardus werden einige bei jenem nicht behandelte Themen aufgegriffen, vor allem Fragen der Ethik finden eine deutlich ausführlichere Behandlung. In der Entwicklung der Themen bevorzugt Petrus von Poitiers eine dialektische Herangehensweise, was möglicherweise auch die Entwicklung des Werks aus dessen Funktion in der Lehre spiegelt, denn Petrus von Poitiers war, wie seine Vorgänger, ein sehr um die didaktische Vermittlung der Inhalte bemühter Autor. Einen wichtigen Beitrag zur Bibelexegese leistete Petrus von Poitiers mit den Distinctones super Psalterium, einem Kommentar zu den Psalmen Davids mit einer systematischen Ausdeutung der einzelnen Passagen und Elemente gemäß dem vierfachen Schriftsinn, den Allegoriae super tabernaculum Moysi, mit einer allegorischen Auslegung des Bundeszelts und seiner Bauteile, der Priester und Diener sowie der Kultgegenstände (nach Exodus 25–40) als Allegorie der Ecclesia, der christlichen Kirche. Allegorische Werke widmete er auch den Büchern Levitikus und Numeri. Darüber hinaus verbinden sich auch zahlreiche Predigten mit dem Namen des Petrus von Poitiers, darunter auch solche, die im Rahmen von Synoden gehalten wurden.

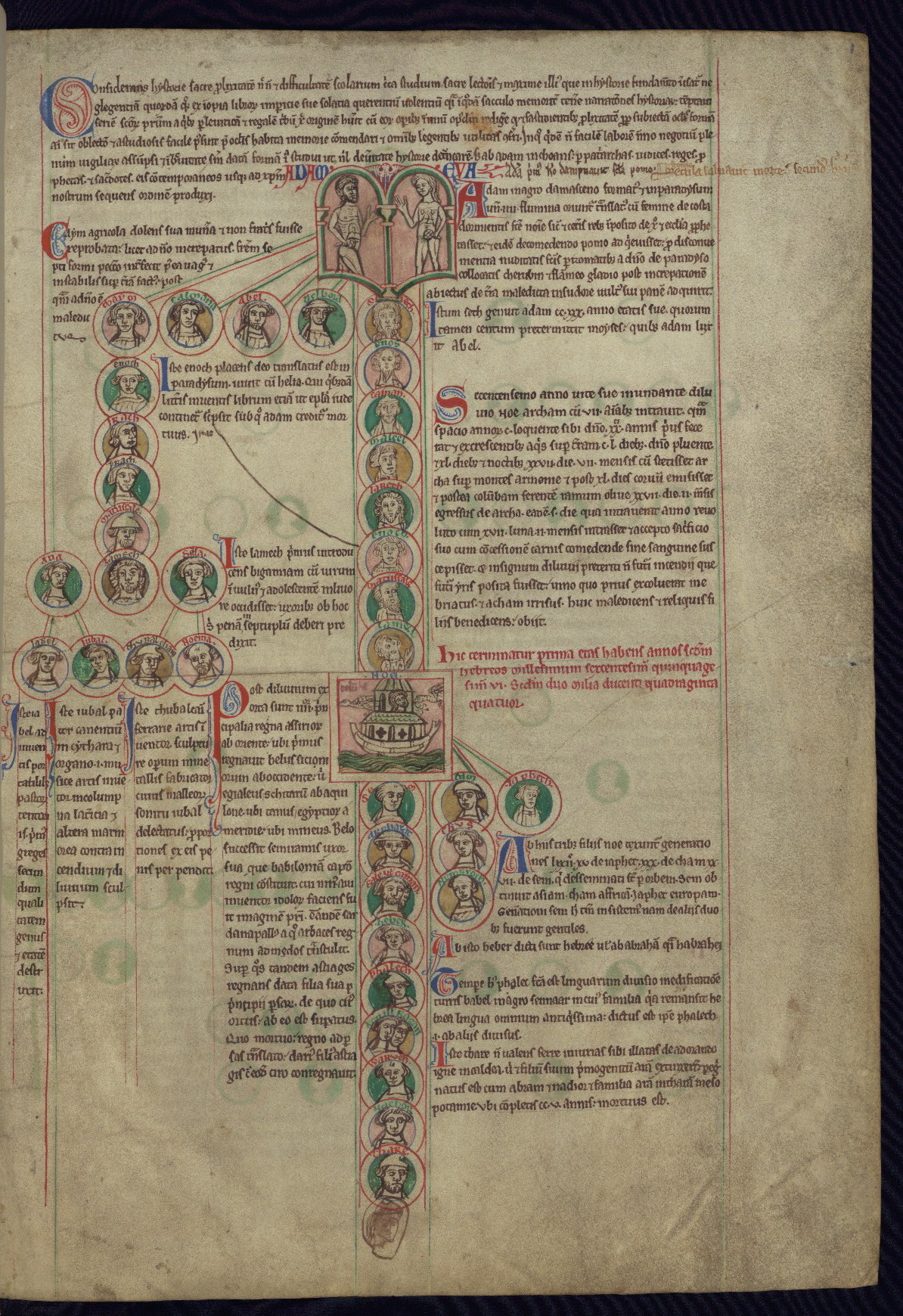
Erste Seite des Compendium historiae von Peter von Poitier in einem englischen MS aus dem 13. Jahrhundert

Compendium historiae (auch unter Compendium historiae in genealogia Christi und einer Reihe von anderen Titeln geläufig). Das Werk ist das gesamte Mittelalter hindurch in einer Vielzahl von Abschriften sowohl auf Rollen als auch in Codices überliefert, bekannt sind bislang ca. 300 Abschriften. Gemäß der im Prolog Considerans historiae sacrae prolixitatem (= angesichts der Weitläufigkeit der Heiligen Geschichte) formulierten Zielsetzung vermittelt das Werk einen umfassenden Überblick über die gesamte biblische Geschichte in Gestalt einer diagrammatisch-genealogischen Synopse. Die Leitlinie der Geschichte bildet die Generationenfolge Christi nach den Evangelien unter Bereicherung durch Informationen aus den Genealogien des Alten Testaments. Ihr parallel laufend sind Amtsgenealogien wie die Linien der Priester, Richter und aller in der Bibel erwähnten Herrschergeschlechter angeordnet. Damit werden Synchronizität und Diachronizität von Personen und Ereignissen aus dem biblischen Bericht für den Betrachter simultan erschlossen. Zusätzlich in die Synopse eingefügt sind eine Tabelle und mehrere Diagramme, die als Grundlage weiterer Exegese dienen konnten (Querschnitte der Arche Noah, Tabelle der 42 Lagerstätten des Volks Israel beim Auszug aus Ägypten, Plan der Zelte der Stämme Israels um den Tabernakel und Plan des irdischen Jerusalem). Das Compendium historiae ist das bei weitem verbreitetste Werk des Petrus von Poitiers und – seiner Wirkungsgeschichte wegen – auch von breiter Relevanz für die in den folgenden Jahrhunderten entstandenen graphischen Visualisierungen von Geschichte.